# ARA Cabo San Bartolomé (Q-41)
«Кабо Сан-Бартоломе» (исп. Cabo San Bartolomé, «Мыс Святого Варфоломея») — тактико-десантный корабль ВМС Аргентины. Бывший танкодесантный корабль ВМС США «USS LST-851» типа LST-542, построенный в конце Второй мировой войны компанией «Boston Navy Yard» в Бостоне (США).

## История строительства и службы
Корабль был построен в США, участвовал во Второй мировой войне. В 1948 году был продан без вооружения Аргентине, где получил бортовой номер BDT-1. В 1952 году после модернизации на борту «Cabo San Bartolomé» было развёрнуто специальное подразделение ВМС Аргентины — «Бузо тактико». Корабль служил базой сокращённой тактической группе боевых пловцов. В 1952 получил бортовой номер Q-41.
Десантовместимость — 4 LCVP, 20 танков, 163 человек десанта.

## Служба
- Sitio Oficial de la Armada Argentina  (исп.)
- Fuerzas Navales Portal Naval Argentina  (исп.)